# Variables de Ashtekar
En la formulación ADM de la relatividad general, el espacio-tiempo se divide en secciones espaciales y un eje temporal. Las variables básicas se toman como la métrica inducida {\displaystyle q_{ab}(x)} en la sección espacial y el momento conjugado de la métrica {\displaystyle K^{ab}(x)}, que está relacionado con la curvatura extrínseca de las secciones espaciales, y es una medida de cómo evoluciona en el tiempo la métrica inducida. Estas son las coordenadas canónicas métricas.
En 1986, Abhay Ashtekar introdujo un nuevo conjunto de variables canónicas, las variables de Ashtekar, para representar una forma inusual de reescribir las variables canónicas métricas en las secciones espaciales tridimensionales en términos de un campo gauge SU(2) y su variable complementaria.

## Visión general
Las variables de Ashtekar proporcionan lo que se llama la representación de conexión de la relatividad general canónica, que condujo a la representación de lazos de la relatividad general cuántica y, a su vez, a la gravedad cuántica de lazos y la teoría de holonomías cuánticas .
Introduzcamos un conjunto de tres campos vectoriales {\displaystyle E_{i}^{a}}, {\displaystyle i=1,2,3} que son ortogonales, es decir,
{\displaystyle \delta _{ij}=q_{ab}E_{i}^{a}E_{j}^{b}} .
Los {\displaystyle E_{i}^{a}} se denominan tríada o drei-bein (literalmente "tres piernas" en alemán). Ahora hay dos tipos diferentes de índices, índices "espaciales" {\displaystyle a,b,c} que se comportan como índices regulares en un espacio curvo, e índices "internos" {\displaystyle i,j,k} que se comportan como índices de espacio plano (la "métrica" correspondiente que sube y baja los índices internos es simplemente {\displaystyle \delta _{ij}} ). Definimos la tríada dual {\displaystyle E_{a}^{i}} como
{\displaystyle E_{a}^{i}=q_{ab}E_{i}^{b}} .
Entonces tenemos las dos relaciones de ortogonalidad
{\displaystyle \delta ^{ij}=q^{ab}E_{a}^{i}E_{b}^{j}}
donde {\displaystyle q^{ab}} es la matriz inversa de la métrica {\displaystyle q_{ab}} (esto viene de sustituir la fórmula de la tríada dual en términos de la tríada en {\displaystyle q^{ab}E_{a}^{i}E_{b}^{j}} y utilizando la ortogonalidad de las tríadas) y
{\displaystyle E_{i}^{a}E_{b}^{i}=\delta _{b}^{a}}
(esto viene de contraer {\displaystyle \delta _{ij}=q_{ab}E_{j}^{b}E_{i}^{a}} con {\displaystyle E_{c}^{i}} y utilizando la independencia lineal de los {\displaystyle E_{a}^{j}}). Entonces es fácil verificar a partir de la primera relación de ortogonalidad (empleando {\displaystyle E_{i}^{a}E_{b}^{i}=\delta _{b}^{a}} ) que
{\displaystyle q^{ab}=\sum _{i,j=1}^{3}\delta _{ij}E_{i}^{a}E_{j}^{b}=\sum _{i=1}^{3}E_{i}^{a}E_{i}^{b},}
hemos obtenido una fórmula para la métrica inversa en términos de drei-beins: los drei-beins pueden considerarse como la "raíz cuadrada" de la métrica (el significado físico de esto es que la métrica {\displaystyle q^{ab}}, cuando se escribe en términos de una base {\displaystyle E_{i}^{a}}, es localmente plano). En realidad lo que realmente se considera es
{\displaystyle (\mathrm {det} (q))q^{ab}=\sum _{i=1}^{3}{\tilde {E}}_{i}^{a}{\tilde {E}}_{i}^{b},} ,
que involucra la tríada densificado {\displaystyle {\tilde {E}}_{i}^{a}} (densitizada como {\displaystyle {\tilde {E}}_{i}^{a}={\sqrt {\det(q)}}E_{i}^{a}} ). Es posible recuperar de {\displaystyle {\tilde {E}}_{i}^{a}} la métrica salvo un factor dado por su determinante. Está claro que {\displaystyle {\tilde {E}}_{i}^{a}} y {\displaystyle E_{i}^{a}} contienen la misma información, pero reorganizada. Ahora bien, la elección de {\displaystyle {\tilde {E}}_{i}^{a}} no es única, y de hecho se puede realizar una rotación local con respecto a los índices internos {\displaystyle i} sin cambiar la métrica (inversa). Este es el origen de la invariancia gauge {\displaystyle SU(2)}. Ahora, si uno va a operar en objetos que tienen índices internos, debe introducir una derivada apropiada (esto es, una derivada covariante gauge). Por ejemplo, la derivada covariante para el objeto {\displaystyle V_{i}^{b}} estará dada por
{\displaystyle D_{a}V_{i}^{b}=\partial _{a}V_{i}^{b}-\Gamma _{a\;\;i}^{\;\;j}V_{j}^{b}+\Gamma _{ac}^{b}V_{i}^{c}}
donde {\displaystyle \Gamma _{ac}^{b}} es la conexión de Levi-Civita y {\displaystyle \Gamma _{a\;\;i}^{\;\;j}} es la llamada conexión de espín . Consideremos la variable de configuración como
{\displaystyle A_{a}^{i}=\Gamma _{a}^{i}+\beta K_{a}^{i}}
donde {\displaystyle \Gamma _{a}^{i}=\Gamma _{ajk}\epsilon ^{jki}} y {\displaystyle K_{a}^{i}=K_{ab}{\tilde {E}}^{bi}/{\sqrt {\det(q)}}} . Se puede comprobar que la tríada densitizada es el momento conjugado del campo gauge {\displaystyle SU(2)} tridimensional {\displaystyle A_{b}^{j}}, en el sentido de que satisface la relación de paréntesis de Poisson
{\displaystyle \{{\tilde {E}}_{i}^{a}(x),A_{b}^{j}(y)\}=8\pi G_{\mathrm {Newton} }\beta \delta _{b}^{a}\delta _{i}^{j}\delta ^{3}(x-y)} .
La constante {\displaystyle \beta } es el parámetro de Barbero-Immirzi, un factor que renormaliza la constante de Newton {\displaystyle G_{\mathrm {Newton} }} . La tríada densitizada se puede usar para reconstruir la métrica como se explicó anteriormente y la conexión se puede usar para reconstruir la curvatura extrínseca. Las variables de Ashtekar propiamente dichas corresponden a la elección {\displaystyle \beta =-i} (el negativo de la unidad imaginario ). En ese caso, {\displaystyle A_{a}^{i}} se llama conexión de espín quiral. La razón de esta elección de parámetro de Barbero-Immirzi es para {\displaystyle \beta =-i} se simplifica notablemente la  ligadura hamiltoniana de LQG. Esta elección hace desaparecer su segundo (y complicado) término, y el término restante se convierte en un polinomio en sus nuevas variables. Esto generó nuevas esperanzas para el programa de gravedad cuántica canónica. Sin embargo, presentó ciertas dificultades. Aunque las variables de Ashtekar (con {\displaystyle \beta =-i}) tenían la virtud de simplificar el hamiltoniano, tiene el problema de que las variables se vuelven complejas. Cuando uno cuantiza la teoría, es una tarea difícil asegurarse de recuperar la relatividad general real en oposición a la relatividad general compleja. Además, la restricción hamiltoniana con la que Ashtekar trabajó fue la versión densitizada en lugar del hamiltoniano original, es decir, trabajó con {\displaystyle {\tilde {H}}={\sqrt {\det(q)}}H} . Hubo serias dificultades para promover esta cantidad a un operador cuántico. Fue Thomas Thiemann quien consiguió utilizar la generalización del formalismo de Ashtekar a conexiones reales ({\displaystyle \beta } toma valores reales) y, en particular, ideó una forma de simplificar el hamiltoniano original, junto con el segundo término, en 1996. También pudo promover esta restricción hamiltoniana a un operador cuántico bien definido dentro de la representación de lazos.
Lee Smolin y Ted Jacobson, y Joseph Samuel de forma independiente, descubrieron que existe, de hecho, una formulación lagrangiana de la teoría al considerar la formulación autodual del principio de acción tetrádica de Palatini de la relatividad general. Estas demostraciones se dieron en términos de espinores. Una prueba puramente tensorial de las nuevas variables en términos de tríadas fue dada por Goldberg y en términos de tétradas por Henneaux et al.

## Otras lecturas
- Ashtekar, Abhay (1986). «New Variables for Classical and Quantum Gravity». Physical Review Letters 57 (18): 2244-2247. Bibcode:1986PhRvL..57.2244A. PMID 10033673. doi:10.1103/PhysRevLett.57.2244.

- Datos: Q706376